# Final Fantasy VII: Advent Children
Final Fantasy VII: Advent Children (japonsky: ファイナルファンタジーVII アドベントチルドレン - Fajnaru Fantadží Sebun Adobento Čirudoren) je japonský animovaný film z roku 2005. Jak vyplývá z názvu, jedná se o pokračování příběhu hry Final Fantasy VII, který se odehrává dva roky poté. Proto je tento film určen spíše jen pro hráče původní hry. Filmová kritika tedy sice ocenila vysoký standard animace a kvalitu filmu, ale kritizovala nesrozumitelnost děje pro ty, kdo hru neznají. V roce 2009 bylo zaznamenáno více než 4 miliony prodaných DVD filmu.

## Děj
Film se odehrává ve světě Gaia, kterému říkají většinou jen Planeta. Příběh FF VII stručně na začátku převyprávěla dívenka Marlene: Zkorumpovaná organizace Shinra těžila z Planety Proud života a měnila ji v elektrickou energii. Tomu se snažila ji zabránit skupina Avalanche. Pro Shinru pracovali vojáci Soldiers, mezi nimiž byl i Sephiroth, který chtěl Proud života získat jen pro sebe, když se dověděl, že byl stvořen z buněk Jenovy, starodávné zlé bytosti z vesmíru, která napadla Planetu před 2002 lety. Nakonec nenáviděl všechno a všechny a seslal Meteor, kterým chtěl Planetu zničit. Prakticky jím zničil celý Midgar, hlavní město. Úplnou zkázu však posmrtně odvrátila Aerith kouzlem Holy. Nyní se ale zdá, že se Planeta na lidstvo za události z předloňska stále zlobí...
Obyvatelstvo nemohlo po pádu Meteoru žít dále v Midgaru, proto začalo nedaleko stavět nové město Edge. V něm žila i Tifa spolu se sirotky Marlene a Denzelem. Život ale nebyl příliš šťastný pro nikoho, neboť lidé žili ve velké bídě a po celé Planetě se šířila smrtící infekce zvaná geostigma, mezi nakažené patřil i Denzel, kterého jednoho dne našel Cloud před chrámem v midgarských slumech. Cloud si přestal hrát na ex-Soldiera a živil se jako poslíček. Po Planetě jezdil na velké motorce a vozil s sebou i své meče z putování před dvěma lety, kdyby ho napadla monstra. Společnost Shinra se zcela rozpadla a bývalí agenti Turks prováděli průzkum v Severním kráteru, kde však byli přepadeni neznámými útočníky. Reno tedy zavolal do Cloudovy kanceláře v Edge, že má pro něj práci. Tifa mu vzkaz přeposlala, ale při cestě do jedné z rezidencí Shinry kdesi na východě od ruin Midgaru ho přepadly tři osoby Kadáž, Loz a Jazú, kteří ho nazývali „bratrem“ a hledali „Matku“. Cloud je dokázal setřást a dorazil na místo určení.
Tam na něj čekal Rufus Shinra, upoutaný na vozík a viditelně nakažený geostigmatem, který nakonec nějak přežil výbuch své kanceláře před dvěma lety. Rufus vysvětlil, že chce odčinit staré hříchy, prozatím začal s jeho věrnými Turksy se studiem vlivu, jaký na svět zanechal Sephiroth, a prozkoumali Severní kráter, kde je přepadl gang velmi nebezpečných pozůstatků Sephirotha, Kadáže, Loza a Jazúa, kteří pravděpodobně usilují o další Sjednocení Jenovy a o oživení Sephirotha. Když Reno nerozvážně řekl, že chce Rufus jen obnovit Shinrovo impérium, Cloud odmítnul Rufusovi pomoct a vydal se zpět k Midgaru na vrchol skály, kde před 2 lety zemřel jeho přítel Zack Fair, a kde také nechal na jeho památku reznout jeho v zemi zabodnutý Buster Sword. Mezitím se Tifa s Marlene vydala do chrámu v Midgaru v troskách slumu, kam se od nich Cloud odstěhoval, aby ho přemluvily k návratu domů. Cloud tam schovával své materie z FF VII i svoje tajemství: byl také nakažen geostigmatem. Tifa byla trochu naštvaná, že jí to neřekl, ale přepadl je tam Loz hledající „Matku“. Tifa ho sice dokázala v pěstním souboji porazit, pak ji ale omráčil, unesl Marlene a ukradl Cloudovy materie.
Další dva pozůstatky Sephirotha shromažďovaly v Edgi děti s geostigmatem, jež zoufale hledaly pomoc. Denzel, který zůstal doma dlouho sám, vyšel ven, kde potkal holčičku s plyšovým mooglem, jež si všimla jeho infekce a dovedla ho za ostatními dětmi a za Kadážem a Jazúem. Odvezli je do Zapomenutého města, kde jim Kadáž namluvil nesmysly o léku, který získají Sjednocením. Doslova jim vymyl mozek. Cloud našel Tifu ležící v chrámových květinách a šok z vlivu geostigmatu ho složil vedle ní. Turksové Rude a Reno je pak odtamtud oba odtáhli domů. Když se probrali, vysvětlili jim, že svědci viděli Denzela a mnoho dalších dětí na nákladních automobilech směřujících na sever. Cloud nebyl v náladě cokoliv udělat, protože cítil, že nedokáže pomoct sobě, natož druhým, ale Tifa ho po dlouhém namáhání přiměla k akci.
Cloud se vydal na motorce a po zuby ozbrojem na Severní kontinent, kde děti i Marlene našel v Zapomenutém městě u jezera, kde před dvěma lety pochoval Aerith, jejíž smrt si nikdy neodpustil. I to přispívalo k jeho psychickému bloku. Proti partě tří Sephirothových pozůstatků, posílených o jeho materie, ale neměl šanci. Pomohl mu Vincent Valentine, který trojici také sledoval. Ti tři pak z místa uprchli i s dětmi kromě Marlene. Nešťastný Cloud se Vincenta zeptal, zda lze vůbec odpustit hříchy, ten odpověděl, že to nikdy nezkusil. Náladu mu zvedla až Marlene, která chtěla, aby ji odvezl domů sám a myslel víc na ostatní. Kadáž zatím unesl Rufuse Shinru do Edge, aby zjistil, kam dal „Matku“, protože v Severním kráteru ji nenašli. Rufuse se snažil vydírat, když z jedné Cloudovy materie vyvolal obří bytost Bahamut SIN. Ostatní dva zablokovali s unesenými dětmi hlavní edgské náměstí, aby nasměrovali Bahamuta na památník pádu Meteoru, protože se domnívali, že Rufus nechal „Matku“ schovat tam, když vlastně ve skutečnosti financoval výstavbu města.
Bahamut SIN památník vyvrátil, ale nenašel nic. Loz s Jazúem a s dětmi vyvolali mnohá monstra, která s Bahamutem SIN měly terorizovat obyvatelstvo. Vyvolávání ale překazili Turksové Reno s Rudem, kteří oba Sephirothovy pozůstatky zabavili bojem. Tifa se snažila omámeného Denzela probrat se ze stavu hypnózy, což se nakonec povedlo. Na místo dorazil i Cloud, který zanechal Marlene doma a nyní odvezl Denzela. Edge se však přeměnilo ve velké bojiště a lidé buď ve zmatku utíkali, nebo se snažili s monstry bojovat. Nakonec přiletěla na pomoc Shera, nová vzducholoď Cida Highwinda, který s sebou přivezl Yuffie, Vincenta, Nanakiho, Caitha Sitha i Barreta, kteří se ihned pustili do boje s Bahamutem SIN, jenž se po zničení památníku vymanil Kadážově kontrole a ničil okolní rozestavěné budovy a mrakodrapy. Kadáž znovu tlačil na Rufuse, s nímž pozoroval dění z jednoho z rozestavěných mrakodrapů, když tu se Rufus zvedl z vozíku, odhodil deku, která měla schovávat jeho domněle zohavené tělo; nebylo zohavené, jen flekaté od geostigmatu. Celou dobu měl hlavu Jenovy u sebe. Vyhodil ji tedy dolů na ulici, vytáhl pistoli a skočil. Za ním se v šoku vrhl i Kadáž, aby hlavu Jenovy v letu zachytil. Zatímco Rufuse zachytila Elena s Tsengem do sítě, Kadáž pak na motorce i s hlavou Jenovy uprchl pryč směrem k ruinám Midgaru. Cloud, který se mezitím vrátil do bitvy a s pomocí přátel rozpáral ve výšce nad Edgí limit breakem Bahamutovo tělo, se pustil do jeho pronásledování.
Kadážovi v úprku pomáhali Loz s Jazúem, ale ty zase z helikoptéry pronásledoval Rude s Renem. Oba Turksové museli z havarujícího vrtulníku vyskočit, avšak měli u sebe nálož, kterou díky Eleně nastražili tak, aby na dálnici explodovala v momentě průjezdu Loze a Jazúa. Cloud dohnal Kadáže u chrámu, který motorkami dost poničili, ale promluvila k nim ze záhrobí Aerith. Proud života zničil květinovou zahradu a místo zaplnil malým jezírkem svěcené vody. Z chrámu unikli, ale Cloud Kadáže za chvíli dohnal v centru Midgaru znovu. Na pomoc dorazila i vzducholoď Shera s jeho přáteli na palubě, avšak Tifa navrhla, že by nebylo moudré zasahovat do Cloudovy bitvy s larvou Sephirotha. A vskutku při bitvě mečů pak Kadáž otevřel Jenovinu hlavu, vypil kapalinu, jež obsahovala, a spojil se tak se svou „Matkou“.
Kadáž se proměnil v Sephirotha a začala krvavá řež. Sephiroth, jenž už neměl na Clouda tak silný vliv jako ve FF VII, se mu posmíval a řekl své plány využít sílu trpících geostigmatem k zotročení Planety, aby ji využil k hledání nových světů k ovládnutí. Sephiroth měl v bitvě ze začátku převahu, nechal Clouda proletět několikrát skrz zdi někdejšího velína společnosti Shinra a nakonec ho probodl jako před 7 lety v Nibelheimu, aby mu připomněl, jak to tehdy bolelo. Cloud upadl do mrákot, v nichž uviděl Zacka, jenž mu připomněl slova „Nevzdávej se svých snů a ochraňuj svou čest Soldiera. Promiň, nikdy jsi jím doopravdy nebyl, ale počítá se, co je uvnitř.“ Cloud se po povzbudivých slovech přítele probral a vyhnul se Sephirothově ráně, která by ukončila jeho život. Ten se pak Clouda zeptal, co je mu nejmilejší, aby mu to mohl sebrat, avšak Cloud mu odpověděl, že je mu drahé všechno na světě. Zranění Cloudovi pomohlo dosáhnout limit breaku omnislash, kterým Sephirotha ve vzduchu rozpáral na kusy. Cloud pak jeho odcházející duši vzkázal, ať zůstane tam, kam patří, ve vzpomínkách.
Po Sephirothovi zbylo jen zraněné Kadážovo tělo. Kadáž pak v Cloudově náruči zemřel, když uslyšel Aerithin hlas ze záhrobí. Aerith totiž využila svou moc a spolu s Planetou spustila všude na světě léčivý déšť, kterým všem včetně Clouda, Rufuse i dětí vyléčila geostigma. Clouda ale přepadli Jazú s Lozem. Než oba zemřeli, střelili ho zezadu. Znovu upadl do mdlob a kromě Zacka viděl i Aerith, která mu vysvětlila, že se na něj za svou smrt nikdy nezlobila. Zack mu vzkázal, že jeho čas ještě nenadešel a musí se vrátit. Probral se v midgarském chrámu zatopeném svěcenou vodou, obklopen svými přáteli a spoustou dětí z Edge, zřejmě vyléčen ze zranění. Koupelí v jezírku vyléčil z geostigmatu Denzela a pak se otočil ke dveřím chrámu, kde uviděl duchy Aerith a Zacka, kteří mu řekli, že všechno dobře dopadlo. Cloud se usmál a v duchu jim odpověděl, že chápe a už se necítí sám.